# Max Hirmer
Max Hirmer, född 14 mars 1893, död 17 april 1981, var en tysk botaniker.
Max Hirmer blev filosofie doktor i München 1917, docent där 1922 och extra ordinarie professor 1927. Han utgav arbeten i morfologi, anatomi, paleobotanik och fylogeni, såsom Zur Lösung des Problems der Blattstellungen (1922), den allmänt använda Handbuch der Paläobotanik, 1 (1927) och Die Blüten der Coniferen, 1–3 (i Bibliotheca botanica, 114, 1936–1937), han tog väsentlig del i bearbetningen av de fossila växterna för Richard Wettstein, Handbuch der systematischen Botanik 4:e upplagan (1933–1935), samt redigerade avdelningen för fossila växter i Palaeontographica och avdelningen Paläobotanik i Fortschritte der Botanik.